# Hallgrímskirkja
La Hallgrímskirkja (in italiano: chiesa di Hallgrímur) è un luogo di culto luterano di Reykjavík, la capitale dell'Islanda.
Con i suoi 74,5 metri è la quinta struttura architettonica più alta d'Islanda.

## Storia
La progettazione di una nuova chiesa per la città di Reykjavík, capitale dell'Islanda, venne commissionata nel 1937 all'architetto di stato Guðjón Samúelsson. Tuttavia, si diede inizio alla costruzione dell'edificio soltanto nel 1945, al termine della seconda guerra mondiale, e la struttura fu completata dopo 38 anni di lavoro, nel 1983.
La chiesa venne allora dedicata al poeta e pastore islandese Hallgrímur Pétursson (1614-1674), autore degli Inni della Passione.

## Descrizione

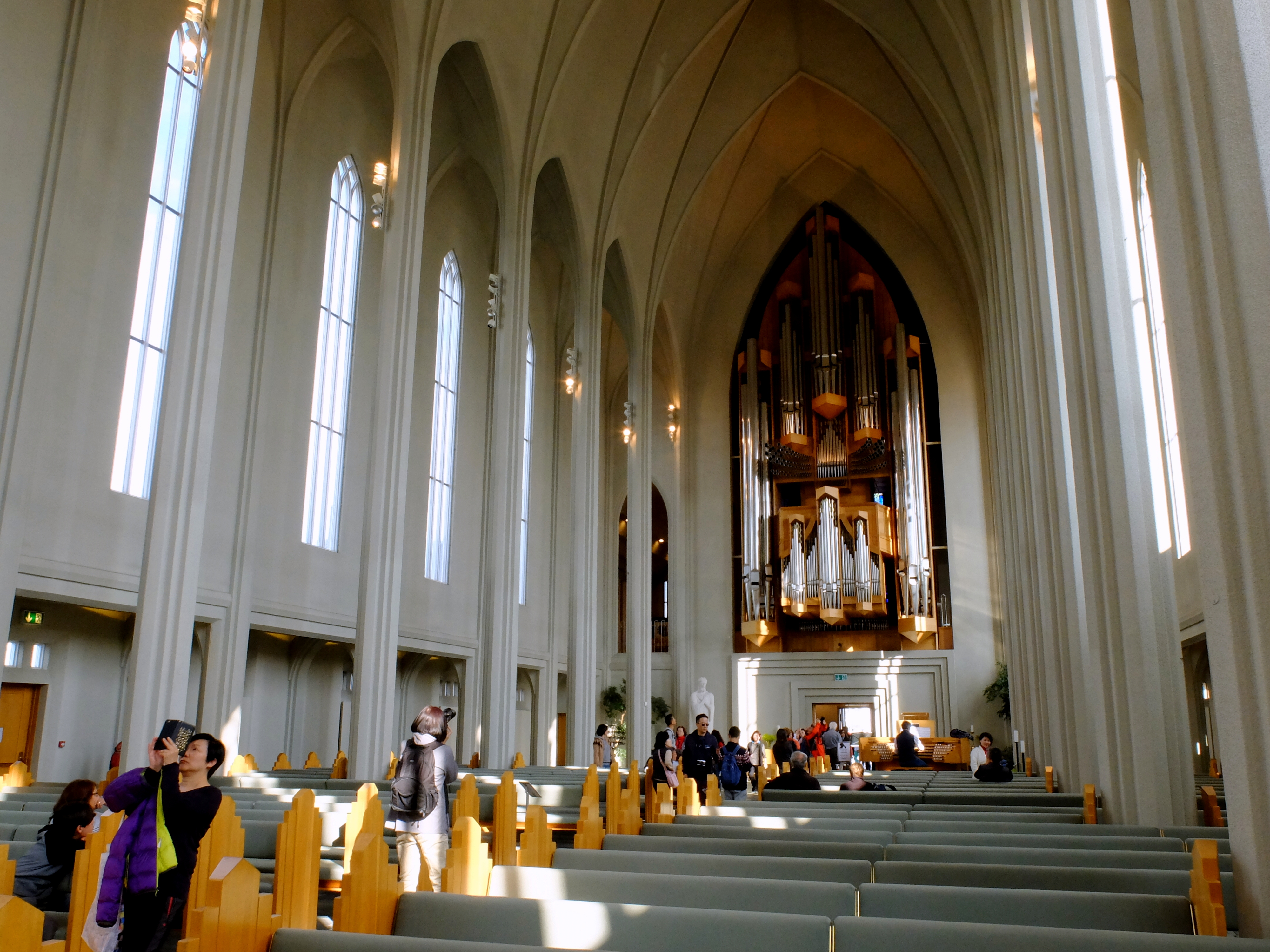
Interno verso la controfacciata

### Architettura
Situata nel centro di Reykjavík, la Hallgrímskirkja è facilmente individuabile da qualunque angolo della città.
È considerata il capolavoro di quello che è stato definito lo «stile nazionale "basaltico" islandese», che ritroviamo anche nella parrocchiale luterana di Akureyri.
Lo stile della costruzione è, all'esterno, assimilabile alle architetture espressioniste della Chiesa di Grundtvig (dedicata al pastore, filologo, filosofo e pedagogo Nicolai Frederik Severin Grundtvig) in Danimarca e, all'interno, alle architetture neogotiche.
La facciata è costituita da blocchi di cemento disposti come due ali ai lati del campanile. Quest'ultimo, alto 74,5 metri, è coronato da un'ampia cuspide piramidale all'interno della quale è stato disposto il concerto di 29 campane.
L'interno della chiesa è a sala, con tre alte navate con volta a crociera separate da due file di pilastri polistili. Lungo le pareti laterali si aprono delle alte trifore gotiche.
L'abside semicircolare presenta, al centro, l'altare marmoreo e, sulla destra, il pulpito ligneo e il moderno fonte battesimale.

### Organi a canne

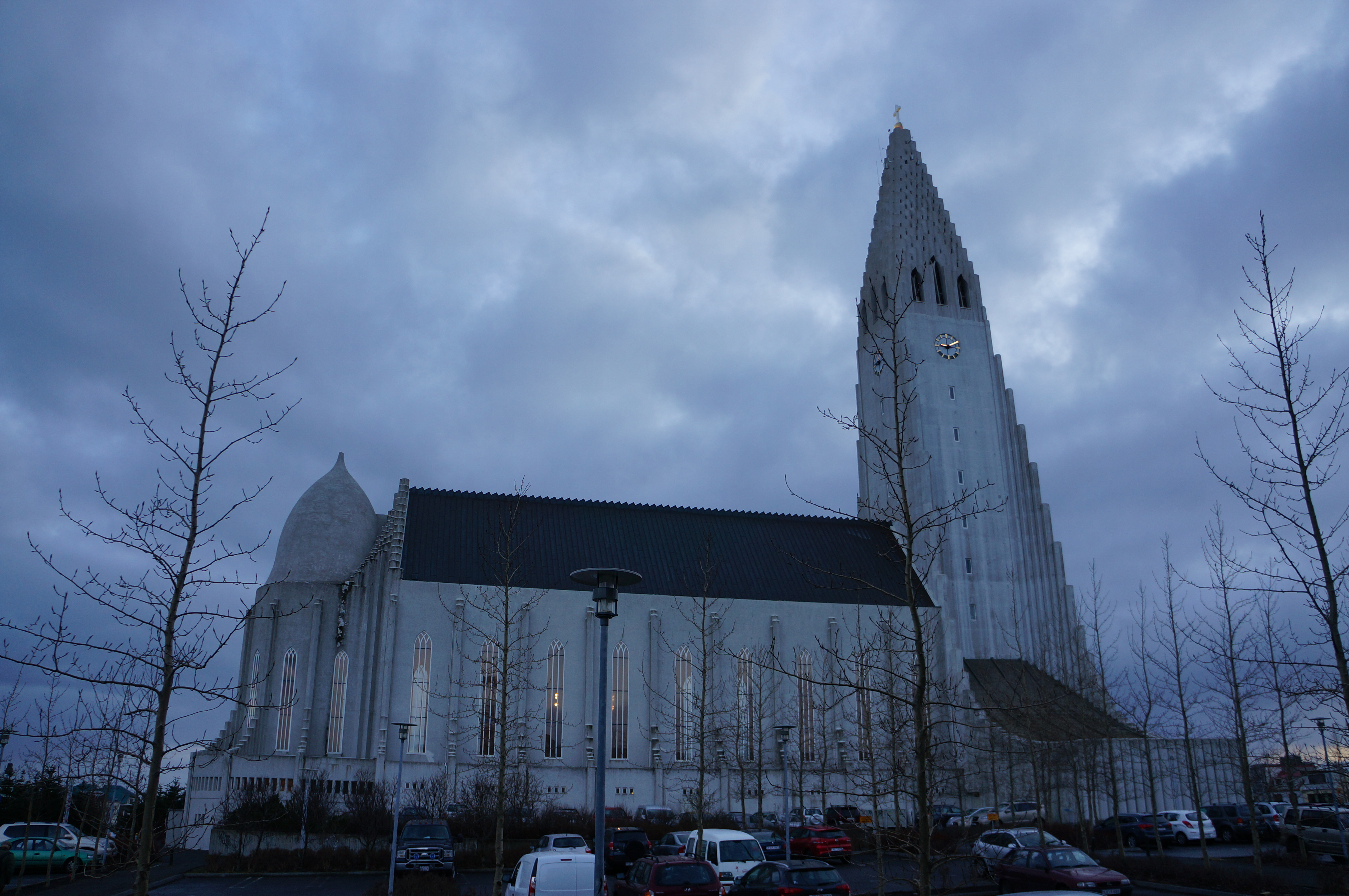

Nella chiesa si trovano due organi a canne.
Lo strumento principale è situato sulla cantoria in controfacciata e venne costruito nel 1992 dalla ditta tedesca Klais (opus 1702). Con le sue 5.275 canne raggruppate in 72 registri, è il più grande organo a canne islandese. Ha due consolle, entrambe con quattro tastiere di 58 note ciascuna, e pedaliera concavo-radiale di 32 note: la consolle in cantoria è a trasmissione mista, meccanica per i manuali e il pedale ed elettrica per i registri e le combinazioni; la consolle in navata, installata nel 1997, è integralmente a trasmissione elettronica.
Nell'ultima campata della navata laterale di sinistra, si trova un organo positivo realizzato nel 1985 dalla ditta danese Frobenius (opus 941). A trasmissione integralmente meccanica, ha due tastiere di 56 note ciascuna ed una pedaliera dritta di 30 note. Le canne sono tutte chiuse entro cassa espressiva, con portelle trasparenti poste davanti alla mostra.